# Jooble
Jooble ist ein globales produktbasiertes IT-Unternehmen, das eine Jobsuchmaschine als sein Hauptprodukt entwickelt.
Jooble wurde im Oktober 2006 in Kiew von Roman Prokofiev und Eugene Sobakarev gegründet. Es hat 36,8 Millionen Besuche pro Monat und 1 Milliarde Besuche pro Jahr, ist in 67 Ländern und 25 Sprachen aktiv und gehört zu den 10 populärsten Stellenbörsen in der Kategorie Jobs und Beschäftigung.

## Unternehmensgeschichte
Die Idee zu Jooble entstand im Jahr 2006. Das Startup begann sechs Monate nach dem Start, operatives Ergebnis zu erzielen.
Der Horizon Capital-Fonds investierte 2014 in das Unternehmen.
Im Jahr 2014 änderte Google seine Regeln für das Suchmaschinenranking, was zu einer Krise führte, aus der sich das Unternehmen 2017 wieder erholte.
Im Jahr 2020 erwarb Jooble den Job-Aggregator Hotwork. 2022 investierte Jooble 1 Million Dollar in das Startup JayJay, eine indonesische Online-Bildungsplattform. Die Investitionsvereinbarung erfolgte im Rahmen des Projekts JOOBLE Venture Lab, dem internen Startup-Studio von Jooble.
Im Jahr 2022 wurde die mobile App JOOBLE Job Search für iOS und Android eingeführt. Die Nutzer können gleichzeitig in mehreren Fachgebieten und Regionen suchen und auch Stellenangebote für Remote-Arbeit suchen.
Nach dem russischen Einmarsch in die Ukraine im Jahr 2022 stellte die Website ihre Arbeit in Russland und Belarus ein.

## Geschäftstätigkeit
Jooble ist ein globaler Partner von LinkedIn und Google.
Jooble verwendet eine Web-Crawler-Technologie, die täglich mehr als 140.000 Ressourcen aufruft: Job-Websites, Websites von Unternehmen, Websites von Arbeitsagenturen, JPA (Java Persistence API), soziale Netzwerke und Kleinanzeigen. Die gesammelten Stellenangebote werden dann auf der Jooble-Website veröffentlicht. JOOBLE ist für Arbeitssuchende kostenlos, und der Gewinn stammt aus dem Verkauf der Weiterleitungen zu anderen Websites für die Stellensuche. Das Unternehmen hat über 330 Mitarbeiter.